# 2013年深圳オープン
2013年深圳オープン (2013 Shenzhen Open)は、中華人民共和国・ 深圳にて、2012年12月31日から2013年1月6日にかけて開催されたWTAツアーインターナショナルトーナメント大会である。サーフェスは屋外ハードコート。本年が第1回目の開催となった。

## シングルス

### シード選手
| 国                   | 選手                 | ランク1 | シード |
| -------------------- | -------------------- | ------- | ------ |
| 中国                 | 李娜                 | 7       | 1      |
| フランス             | マリオン・バルトリ   | 11      | 2      |
| セルビア             | エレナ・ヤンコビッチ | 22      | 3      |
| チャイニーズタイペイ | 謝淑薇               | 25      | 4      |
| チェコ               | クララ・ザコパロバ   | 28      | 5      |
| 中国                 | 彭帥                 | 40      | 6      |
| イギリス             | ローラ・ロブソン     | 53      | 7      |
| セルビア             | ボヤナ・ヨバノフスキ | 56      | 8      |

- 1 2012年12月24日付のランキングに基づく

### 主催者推薦
以下の3名が主催者推薦で本戦に出場した。
- 陳詠悠
- 段瑩瑩
- 鄭賽賽

### 予選勝者
以下の4名が予選を勝ち上がり本戦に出場した。
- クルム伊達公子
- アン・キオザボング
- ジェシカ・ペグラ
- シュテファニー・フェーゲレ

その他以下の1名がラッキールーザーとして本戦に繰り上がった。
- 周奕妙

### 欠場選手
以下の5名がエントリー後に大会を欠場した。
- イベタ・ベネソバ
- エレナ・ヤンコビッチ (ウイルス性疾患により欠場[1])
- ミリヤナ・ルチッチ＝バローニ
- ペトラ・マルティッチ
- バルボラ・ザラボバ＝ストリコバ (ドーピング違反の出場停止により欠場[2])

## ダブルス

### シード選手
| 国                   | 選手                   | 国                   | 選手               | ランク1 | シード |
| -------------------- | ---------------------- | -------------------- | ------------------ | ------- | ------ |
| チャイニーズタイペイ | 詹皓晴                 | チャイニーズタイペイ | 詹詠然             | 122     | 1      |
| ロシア               | ニーナ・ブラチコワ     | スロバキア           | ヤネッテ・フサロバ | 123     | 2      |
| ロシア               | アラ・クドリャフツェワ | チェコ               | クララ・ザコパロバ | 145     | 3      |
| ハンガリー           | ティメア・バボス       | ルクセンブルク       | マンディ・ミネラ   | 161     | 4      |

- 1 2012年12月24日付のランキングに基づく

### 主催者推薦
以下の2組が主催者推薦で本戦に出場した。
- 韓馨蘊 /  周奕妙
- 王薔 /  ヴァラチャヤ・ウォンティンチャイ

## 優勝

### シングルス
- 李娜 def.  クララ・ザコパロバ 6–3, 1–6, 7–5
- 李にとって今シーズン初、ツアー通算で7度目のシングルス優勝となった[3]。

### ダブルス
- 詹皓晴 /  詹詠然 def.  イリーナ・ブリャチョク /  バレリア・ソロビエワ, 6–0, 7–5
- 詹皓晴にとってキャリア初となるツアーダブルスタイトル獲得となり、詹詠然にとって今シーズン初、ツアー通算で10度目のダブルス優勝となった[4]。